# 东北细叶沼柳
东北细叶沼柳（学名：Salix rosmarinifolia var. tungbeiana）为杨柳科柳属下的一个变种。